# Cymothales tjederi
Cymothales tjederi är en insektsart som beskrevs av Mansell 1987. Cymothales tjederi ingår i släktet Cymothales och familjen myrlejonsländor. Inga underarter finns listade i Catalogue of Life.